# Liga Premier de Kazajistán 2018
La Liga Premier 2018 fue la 27.° temporada de la Liga Premier de Kazajistán. La temporada comenzó el 11 de marzo de 2018 y finalizó el 11 noviembre del mismo año. El Astana es el vigente campeón de liga.

## Formato
Los partidos del campeonato se llevaron a cabo de acuerdo con el principio de cada uno con 3 rondas. Las primeras 2 rondas (22 rondas) del equipo se llevaron a cabo cada una con cada una en su campo y en el campo del oponente.
El calendario de partidos de la tercera ronda se hizo en forma digital. Después del final de las primeras dos vueltas, el calendario de los partidos de la tercera ronda se formó reemplazando los números en el calendario digital con los nombres de los equipos. En este caso, a cada club se le asignó un número correspondiente al lugar del equipo sobre la base de los resultados de dos círculos. El club especificado en el calendario de la tercera ronda era el primero de la pareja, era el organizador del partido (anfitrión).
Los doce equipos participantes jugaron entre sí todos contra todos tres veces totalizando 33 partidos cada uno, al término de la fecha 33 el primer clasificado se coronó campeón y clasificó a la Primera ronda de la Liga de Campeones 2019-20, mientras que el segundo y el tercer clasificado obtuvieron un cupo para la primera ronda de la Liga Europa 2019-20. Por otro lado los dos últimos clasificados descendieron a la Primera División de Kazajistán 2019, mientras que el décimo jugó un play-off de permanencia ante el subcampeón de la Primera División de Kazajistán.
Un tercer cupo para la primera ronda de la Liga Europa 2019-20 se asignará al campeón de la Copa de Kazajistán.

## Ascensos y descensos
El FC Taraz y el FC Okzhetpes Kokshetau descendidos al final de la temporada 2017, fueron sustituidos por FC Zhetysu Taldykorgan y Kyzyl-Zhar SK, ascendidos de la Primera División.
| Pos. | Descendidos de la Liga Premier 2017 |
| ---- | ----------------------------------- |
| 11.º | Taraz                               |
| 12.º | Okzhetpes                           |

| Pos. | Ascendidos de la Primera División 2017 |
| ---- | -------------------------------------- |
| 1.º  | Zhetysu                                |
| 2.º  | Kyzylzhar                              |

## Información de los equipos
| Club          | Ciudad      | Estadio                        | Capacidad |
| ------------- | ----------- | ------------------------------ | --------- |
| FC Aktobe     | Aktobe      | Estadio Central de Aktobe      | 15 000    |
| FC Akzhayik   | Oral        | Estadio Petr Atoyan            | 8 320     |
| FC Astana     | Astana      | Astana Arena                   | 30 000    |
| FC Atyrau     | Atyrau      | Estadio Munaishy               | 8 690     |
| FC Irtysh     | Pavlodar    | Estadio Central de Pavlodar    | 15 000    |
| FC Kairat     | Almaty      | Estadio Central de Almaty      | 25 057    |
| FC Kaisar     | Kyzylorda   | Estadio Gani Muratbayev        | 7 500     |
| Kyzyl-Zhar SK | Petropavl   | Estadio Karasay                | 12 000    |
| FC Ordabasy   | Shymkent    | Estadio Kazhymukan Munaitpasov | 35 000    |
| FC Shakhter   | Karagandy   | Estadio Shakhter               | 20 000    |
| FC Tobol      | Kostanay    | Estadio Central de Kostanay    | 10 500    |
| FC Zhetysu    | Taldykorgan | Estadio Zhetysu                | 4 000     |

## Tabla de posiciones
| Pos. | Equipo             | Pts. | PJ | G  | E  | P  | GF | GC | Dif. | Clasificación 2019–20                 |
| ---- | ------------------ | ---- | -- | -- | -- | -- | -- | -- | ---- | ------------------------------------- |
| 1    | Astana (C)         | 77   | 33 | 24 | 5  | 4  | 66 | 22 | +44  | Primera Ronda de la Liga de Campeones |
| 2    | Kairat             | 62   | 33 | 19 | 5  | 9  | 60 | 33 | +27  | Primera Ronda de la Liga Europa       |
| 3    | Tobol              | 53   | 33 | 15 | 8  | 10 | 36 | 30 | +6   | Primera Ronda de la Liga Europa       |
| 4    | Ordabasy           | 46   | 33 | 13 | 7  | 13 | 38 | 44 | −6   | Primera Ronda de la Liga Europa       |
| 5    | Kaisar             | 45   | 33 | 11 | 12 | 10 | 35 | 31 | +4   |                                       |
| 6    | Zhetysu            | 43   | 33 | 11 | 10 | 12 | 36 | 40 | −4   |                                       |
| 7    | Aktobe             | 42   | 33 | 13 | 9  | 11 | 51 | 47 | +4   |                                       |
| 8    | Shakhter Karagandy | 36   | 33 | 8  | 12 | 13 | 29 | 36 | −7   |                                       |
| 9    | Atyrau             | 36   | 33 | 9  | 9  | 15 | 34 | 47 | −13  |                                       |
| 10   | Irtysh (O)         | 35   | 33 | 10 | 5  | 18 | 28 | 45 | −17  | Play-off de descenso                  |
| 11   | Kyzylzhar          | 35   | 33 | 10 | 5  | 18 | 27 | 48 | −21  | Descenso a Primera División 2019      |
| 12   | Akszhayik          | 30   | 33 | 7  | 9  | 17 | 31 | 48 | −17  | Descenso a Primera División 2019      |

Actualizado a los partidos jugados el 11 de noviembre de 2018.
 Fuente: Soccerway
Notas:
1. ↑  Tras ganar la Copa de Kazajistán el Kairat recibe un cupo para la primera ronda de la Liga Europea 2019-20, pero al ya encontrarse clasificado a la misma por su posición de liga, el cupo pasa a la liga.
2. ↑  Aktobe tenia 6 puntos deducidos desde el 27 de abril de 2018 como castigo por deudas con el ex jugador Danilo Neco.[1]

## Resultados
| Local \ Visitante  | AKT | AKZ | AST | ATY | IRT | KAI | KSA | KYZ | ORD | SHA | TOB | ZHE |
| ------------------ | --- | --- | --- | --- | --- | --- | --- | --- | --- | --- | --- | --- |
| Aktobe             | —   | 5–3 | 1–1 | 5–1 | 1–1 | 1–1 | 3–1 | 2–0 | 3–1 | 2–0 | 0–1 | 1–1 |
| Akzhayik           | 1–1 | —   | 3–0 | 1–1 | 1–0 | 1–2 | 0–0 | 2–0 | 4–1 | 1–1 | 1–3 | 2–0 |
| Astana             | 3–1 | 3–0 | —   | 2–0 | 3–0 | 1–1 | 2–0 | 2–0 | 5–3 | 2–0 | 1–0 | 3–0 |
| Atyrau             | 1–1 | 2–0 | 0–2 | —   | 2–0 | 1–3 | 2–1 | 0–0 | 0–1 | 0–0 | 0–2 | 1–0 |
| Irtysh Pavlodar    | 2–1 | 2–0 | 1–6 | 2–1 | —   | 1–2 | 0–1 | 5–0 | 1–2 | 1–1 | 0–1 | 0–2 |
| Kairat             | 3–2 | 3–0 | 1–2 | 2–0 | 4–0 | —   | 4–1 | 2–1 | 2–0 | 2–0 | 1–0 | 2–1 |
| Kaisar             | 0–1 | 1–1 | 0–2 | 0–0 | 0–0 | 1–2 | —   | 2–1 | 0–0 | 3–0 | 2–2 | 0–0 |
| Kyzylzhar          | 2–1 | 2–1 | 0–2 | 1–1 | 1–0 | 1–3 | 0–0 | —   | 1–2 | 1–0 | 1–2 | 1–0 |
| Ordabasy           | 3–1 | 2–1 | 1–2 | 0–2 | 1–0 | 2–1 | 2–1 | 2–1 | —   | 2–1 | 0–1 | 1–2 |
| Shakhter Karagandy | 1–1 | 1–2 | 1–0 | 3–0 | 0–1 | 1–1 | 2–2 | 2–1 | 0–0 | —   | 0–1 | 1–1 |
| Tobol              | 2–3 | 1–1 | 0–0 | 3–2 | 1–1 | 1–0 | 0–3 | 0–1 | 1–1 | 0–1 | —   | 1–0 |
| Zhetysu            | 1–2 | 1–1 | 0–2 | 2–2 | 2–1 | 1–3 | 1–0 | 2–1 | 4–2 | 1–0 | 0–1 | —   |

| Local \ Visitante  | AKT | AKZ | AST | ATY | IRT | KAI | KSA | KYZ | ORD | SHA | TOB | ZHE |
| ------------------ | --- | --- | --- | --- | --- | --- | --- | --- | --- | --- | --- | --- |
| Aktobe             | —   | —   | 1–2 | —   | 2–0 | —   | 0–2 | 1–0 | —   | —   | 3–1 | 2–3 |
| Akzhayik           | 0–0 | —   | 1–2 | —   | —   | —   | 0–4 | 0–0 | —   | —   | 0–1 | —   |
| Astana             | —   | —   | —   | —   | 4–0 | 3–2 | 0–0 | 3–0 | 1–1 | —   | —   | 3–0 |
| Atyrau             | 3–1 | 2–1 | 0–1 | —   | —   | —   | —   | 3–2 | —   | —   | 2–1 | —   |
| Irtysh Pavlodar    | —   | 2–0 | —   | 1–0 | —   | —   | 0–1 | 0–1 | —   | 1–1 | —   | —   |
| Kairat             | 6–1 | 0–1 | —   | 4–2 | 0–1 | —   | —   | —   | —   | 0–0 | 0–0 | —   |
| Kaisar             | —   | —   | —   | 2–2 | —   | 1–2 | —   | —   | 2–1 | 2–1 | —   | 1–0 |
| Kyzylzhar          | —   | —   | —   | —   | —   | 2–1 | 1–0 | —   | 1–2 | 2–1 | —   | 1–1 |
| Ordabasy           | 0–0 | 1–0 | —   | 1–0 | 0–2 | 2–0 | —   | —   | —   | 1–1 | —   | —   |
| Shakhter Karagandy | 0–1 | 1–0 | 3–1 | 2–1 | —   | —   | —   | —   | —   | —   | 2–1 | —   |
| Tobol              | —   | —   | 1–0 | —   | 1–2 | —   | 0–0 | 3–0 | 1–0 | —   | —   | —   |
| Zhetysu            | —   | 3–1 | —   | 0–0 | 2–0 | 1–0 | —   | —   | 1–1 | 1–1 | —   | —   |

## Promoción
| 16 de noviembre de 2018, 15:00 | Kyran | 0:3 (0:2) | Irtysh                                       | Estadio Lokomotiv, Shymkent                               |                                                           |
|                                |       | Reporte   | - 9' Rodrigo - 40' Shestakov - 49' Pazylkhan | Asistencia: 500 espectadores Árbitro(s): Aleksandr Gauzer | Asistencia: 500 espectadores Árbitro(s): Aleksandr Gauzer |

| 20 de noviembre de 2018, 15:00 | Irtysh                          | 2:1 (0:0) (Global 5:1) | Kyrian       | Central Stadium, Pavlodar                                    |                                                              |
|                                | - Smailov 66' - Stamenković 82' | Reporte                | - 76' Abzhal | Asistencia: 800 espectadores Árbitro(s): Georgiy Chekhovskiy | Asistencia: 800 espectadores Árbitro(s): Georgiy Chekhovskiy |

- Irtysh gana la serie por un global de 5-1 y se mantiene en la Liga Premier.

## Goleadores
- Actualizado al 11 de noviembre de 2018 - Fuente uefa.com
| Pos. | Jugador                    | Club     | Goles |
| ---- | -------------------------- | -------- | ----- |
| 1    | Marcos Pizzelli            | Aktobe   | 18    |
| 2    | Aderinsola Habib Eseola    | Kairat   | 17    |
| 3    | Marin Tomasov              | Astana   | 14    |
| 4    | Isael                      | Kairat   | 13    |
| 5    | Bratislav Punoševac        | Kaisar   | 10    |
| 5    | Aleksey Shchetkin          | Astana   | 10    |
| 7    | Andrey Arshavin            | Kairat   | 9     |
| 7    | Malick Mané                | Akzhayik | 9     |
| 9    | Azat Nurgaliev             | Tobol    | 8     |
| 9    | Babatunde Temitope Adeniji | Atyrau   | 8     |